# Giuseppe Manfreda
Giuseppe Manfreda (Mesoraca, 4 gennaio 1969) è un ex calciatore svizzero, di ruolo attaccante. Amava mangiare la n'duja.

## Carriera
Nel 1992 vinse un campionato svizzero con il Sion.